# Руска имена
Код руских имена, обичај је да особе имају по три имена: лично име, патроним и презиме. Пишу се углавном наведеним редом, иако се средње име понекад изоставља. Пошто се форма средњег имена и презимена разликују и није их тешко разликовати, понекад се пуно име каже другим редоследом и то не прави проблем као што уме код других народа.
Средње име се код Руса ствара преузимањем имена оца, које се претвара у додатно или средње презиме. Тако да син од оца Данила постаје Данилович, а од оца Сергеја, Сергејевич. 

## Лично име
Као и код других европских народа, име детету бирају његови родитељи. Име увек иде прво, а презиме иде на крају (нпр. Владимир Путин, где је „Владимир“ лично име а „Путин“ презиме).
Лична имена код Источних Словена углавном потичу из два извора: светачког именослова Православне цркве, и народног прехришћанског именослова.

## Честа мушка имена
- (Иван)
- (Николај, Никола)
- (Борис, могуће да је несловенског порекла, бор (дрво) симбол усправности и висине + увек зелен)
- (латинског порекла)
- (Владимир, прехришћанско словенско име, значи владалац светом (свет=мир))
- (Пјотр, Петар)
- (Андреј)
- (Александар)
- (Дмитриј, грчког порекла)
- (Сергеј, латинског порекла)
- (Алексеј, грчког порекла)
- (Виктор, латинског порекла)

## Честа женска имена
- (Јелена)
- (Наталија)
- (Марија)
- (Олга, прехришћанско име које потиче од варјашког Хелга)
- (Александра)
- (Оксана, најраспрострањеније украјинско женско име)
- (Ксенија, грчког порекла)
- (Јекатерина, Катарина)
- (Татјана)
- (Тамара, хебрејског порекла)
- (Лена, грчког порекла)
- (Сашка, руског порекла)